# 4 amiche e un paio di jeans 2
4 amiche e un paio di jeans 2 (The Sisterhood of the Traveling Pants 2) è un film del 2008, sequel di 4 amiche e un paio di jeans del 2005. Le attrici originali (Alexis Bledel, America Ferrera, Blake Lively e Amber Tamblyn) ritornano come protagoniste nel film, che questa volta è stato diretto da Sanaa Hamri. Il film è basato sulla serie di libri Quattro amiche e un paio di jeans, in particolare da Per sempre in blu, ma incorporando scene e trame da La seconda estate e Il tempo delle scelte. Il film è stato distribuito in America il 6 agosto 2008.

## Trama
Nell’estate dopo il loro primo anno di college, rivisitiamo le quattro amiche che sono state divise per tutto l'anno e programmano di trascorrere l'estate separate fino a quando grazie ai magici pantaloni, si riuniscono. Bridget (Blake Lively) fa visita a sua nonna Greta (Blythe Danner) in Alabama per chiederle informazioni sul suicidio di sua madre a causa della depressione. Lena (Alexis Bledel) rincontra la sua ex fiamma Kostas (Michael Rady), che si è sposato in Grecia. Tibby (Amber Tamblyn) spaventata da una possibile gravidanza, allontana Carmen. Carmen (America Ferrera) fa un'audizione per il ruolo di Perdita, messa in scena da un laboratorio di recitazione nel Vermont. Quando la sorella di Lena, Effie (Lucy Hale) ruba e perde il paio di jeans in Grecia, la Sorellanza prosegue.

### Bridget Vreeland
Bridget scopre delle lettere nascoste da sua nonna Greta, allontanatasi da suo padre (Ernie Lively, vero padre dell'attrice Blake). Lui dice di averlo fatto per proteggerla, ma Bridget controbatte con rabbia dicendogli che lei si prende cura di se stessa da sola, ormai da anni. In Turchia per uno scavo archeologico con la professoressa Nasrin (Shohreh Aghdashloo) decide in seguito di abbandonarlo per andare a trovare la nonna in Alabama che sua madre, suicidatasi a 35 anni, usava visitare spesso. Greta le spiega che sua madre negò che la sua depressione stesse peggiorando. Il padre di Bridget fu d'accordo con lei, ma Greta no, così ella decise di tagliare i ponti con entrambi. Bridget è preoccupata che lei possa diventare come sua madre e avere la stessa vita infelice. Greta la rassicura, dicendole che lei è più forte di quanto su madre sia mai stata. La conversazione porta Bridget e sua nonna ad avvicinarsi, ed aiuta Bridget ad riconciliarsi con il padre.

### Lena Kaligaris
Lena, in Grecia per il funerale del suo papou, rincontra Kostas, che adesso è sposato, e sta per diventare padre. Lena ritorna al RISD (Rhode Island School of Design) ed esce con il modello di nudo della sua classe, Leo (Jesse Williams), un artista che posa in cambio dello studio. Kostas visita Lena a scuola dopo che la moglie gli ha rivelato che non era mai stata incinta, e che il matrimonio è stato annullato. Lena gli crede ma gli dice che ormai loro non sono le stesse persone che erano quando si sono conosciuti. Più tardi mentre è insieme a Leo, si rende conto che alcune persone si innamorano solo una volta, e che lei ama ancora Kostas. Lei va da Kostas ed i due si riconciliano nella sua barca. Dicendosi che si amano ancora, i due si baciano.

### Tibby Rollins
Tibby lavora in video store a New York, mentre prende lezioni di sceneggiatura alla NYU, il suo professore le fa pressioni affinché finisca di scrivere la sua sceneggiatura. Lei è fidanzata con Brian (Leonardo Nam) e quando i due fanno l'amore per la prima volta, il preservativo si rompe. Spaventata all'idea di essere rimasta incinta, scappa dalle sue amiche, usando il suo script come scusa. Rompe con Brian e dà a Effie la sorella minore di Lena, il permesso di uscirci insieme. Lena prende a Tibby un test di gravidanza, come da lei richiesto, ma a Tibby viene il ciclo prima che possa usarlo. Ella guida fino in Vermont, sperando nel supporto di Carmen. Dopo aver discusso su chi si ignora di più, Tibby se ne va. Tibby va a casa di Brian e gli chiede scusa.

### Carmen Lowell
Carmen frequenta un laboratorio teatrale nel Vermont, spinta dalla sua compagna di studi a Yale, Julia (Rachel Nichols). Julia è a suo agio nel mondo della recitazione ed è amica con il regista, Bill (Kyle MacLachlan), mentre Carmen è incerta a quale mondo ella appartenga. Carmen fa cadere accidentalmente il sipario sul compagno di classe di Ian (Tom Wisdom), durante la sua audizione per Il racconto d'inverno. Dopo aver visto Julia fare l'audizione per il ruolo di Perdita, ella incoraggia Carmen a provare. La ragazza racconta di come lei si senta connessa con Perdita, ed ottiene la parte. Julia, invece, ottiene una piccola parte, ingelosendosi, ma comunque promette di aiutarla.
Inizialmente incerta sulle sue capacità recitative, Carmen diventa più sicura riguardo al suo talento quando questo viene  riconosciuto dal regista e dagli altri attori, tra cui Ian, con il quale inizia un rapporto di amicizia civettuola. Julia diventa sempre più gelosa, e la concorrenza per Ian sconvolge Carmen.
Carmen crede che Ian preferisca stare con Julia, così rifiuta le sue offerte di fare pratica e fa vacillare le prove. Inoltre, la sensazione che le sue amiche l'abbiano ignorata tutto l'anno, spinge Carmen ad andare via, ma poco dopo Carmen si riconcilia con Tibby dopo che sua madre Christina (Rachel Ticotin) è entrata in travaglio. Ian consola  Carmen, e rivela di preferirla a Julia. Intanto, Julia cerca di convincere il regista ad escludere Carmen dallo spettacolo, ma lui rifiuta. Carmen ascolta la conversazione e, dopo un’ottima performance teatrale, litiga con Julia.

### Edizione italiana
In questo film si assiste ad un cambio di doppiatrici delle protagoniste; a parte Domitilla D'Amico che mantiene il personaggio di Bridget, Tibby viene doppiata da Alessia Amendola (che già l'aveva doppiata nella serie TV Joan of Arcadia), Lena viene doppiata da Myriam Catania e infine Carmen viene doppiata da Letizia Scifoni).